# Victor Alvares de Oliveira
Victor Alvares de Oliveira (nacido el 25 de agosto de 1996) es un esgrimista de florete caboverdiano. Clasificó para representar a Cabo Verde en los Juegos Olímpicos de París 2024.

## Biografía
Alvares de Oliveira nació de padre caboverdiano y madre hispano-portuguesa; creció en Reims, Francia, y tiene doble ciudadanía caboverdiana-francesa. Según Olympics.com, creció con asma grave y, por lo tanto, pasó «gran parte de sus años de formación en salas de pediatría». Le gustaba el deporte de la esgrima cuando era niño, pero los médicos le dan pocas posibilidades de tener éxito en el deporte debido a su condición. Sin embargo, comenzó a competir en eventos de florete y aun así logró tener un buen desempeño; dijo que «todavía tenía que hacer el doble de esfuerzo que otros atletas cuando hacíamos ejercicios. Pero mi asma estaba mejorando».
Alvares de Oliveira, miembro del club Courbevoie Escrime, ascendió en las filas de esgrima y formó parte del equipo nacional francés. También estuvo en un momento entre los 20 mejores a nivel mundial para esgrimistas de florete júnior. Se mudó a París para seguir entrenando en esgrima, con el objetivo de llegar a los Juegos Olímpicos. En 2018 se puso en contacto con las autoridades deportivas de Cabo Verde con la intención de honrar la herencia de su padre compitiendo internacionalmente para ellas. Compitió con ellos en la Copa Mundial de Esgrima en 2019 y se convirtió en el primer esgrimista profesional de Cabo Verde; obtuvo la segunda mejor posición entre los esgrimistas africanos de florete en el torneo. Compitió por Cabo Verde en el Gran Premio de Esgrima de 2021, con la esperanza de clasificarse para los aplazados Juegos Olímpicos de Tokio 2020, aunque no se clasificó, con una derrota ante Salim Heroui en la final. Aunque no pudo clasificarse para los Juegos Olímpicos de ese año, participó en los campeonatos africanos y ganó la medalla de plata.
Alvares de Oliveira compitió por Cabo Verde en el campeonato africano de 2022 y en el Campeonato Mundial de Esgrima de 2023, donde en florete ocupó el puesto 78 entre 177 participantes. Compitió en los torneos de clasificación olímpicos africanos en 2024, pero terminó sexto en florete debido a una lesión. Sin embargo, luego fue invitado a competir en los Juegos Olímpicos de París 2024 en florete en una selección universal. Se convirtió en el primer esgrimista olímpico en la historia de Cabo Verde.